# 帕哈爾
47°51′40″N 34°24′55″E / 47.86111°N 34.41528°E
帕哈爾（羅馬化：Pakhar）是烏克蘭中部的村莊，隸屬第聶伯羅彼得羅夫斯克州的尼科波爾區。該村分別距離盧基伊夫卡1.5公里和茲馬漢尼亞2公里，海拔高度78米，2001年人口12。